# Axiopsis australiensis
Axiopsis australiensis är en kräftdjursart som beskrevs av De Man 1925. Axiopsis australiensis ingår i släktet Axiopsis och familjen Axiidae. Inga underarter finns listade i Catalogue of Life.